# Rik Wouters

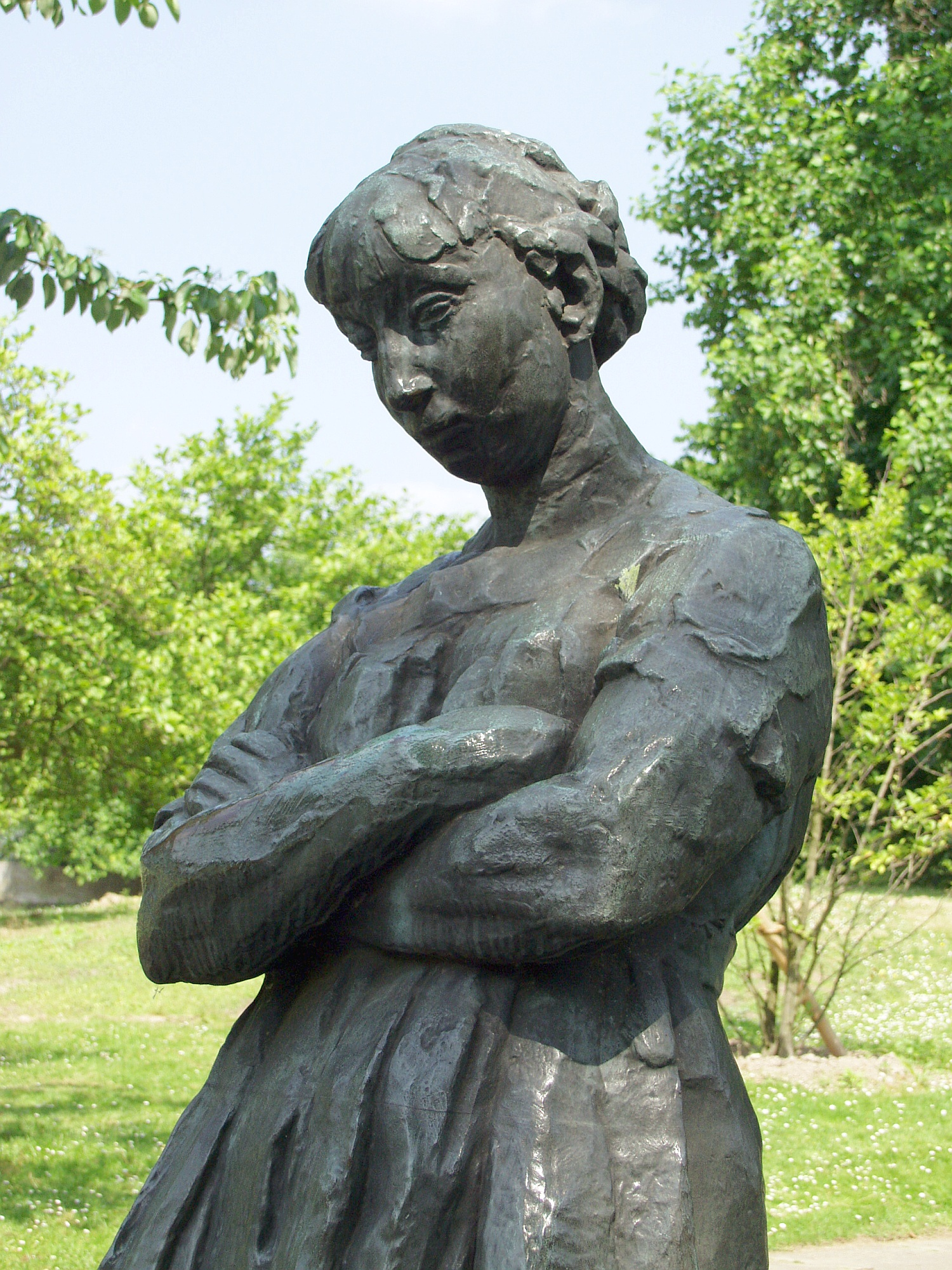
Häusliche Sorgen i Rheinpark i Köln.

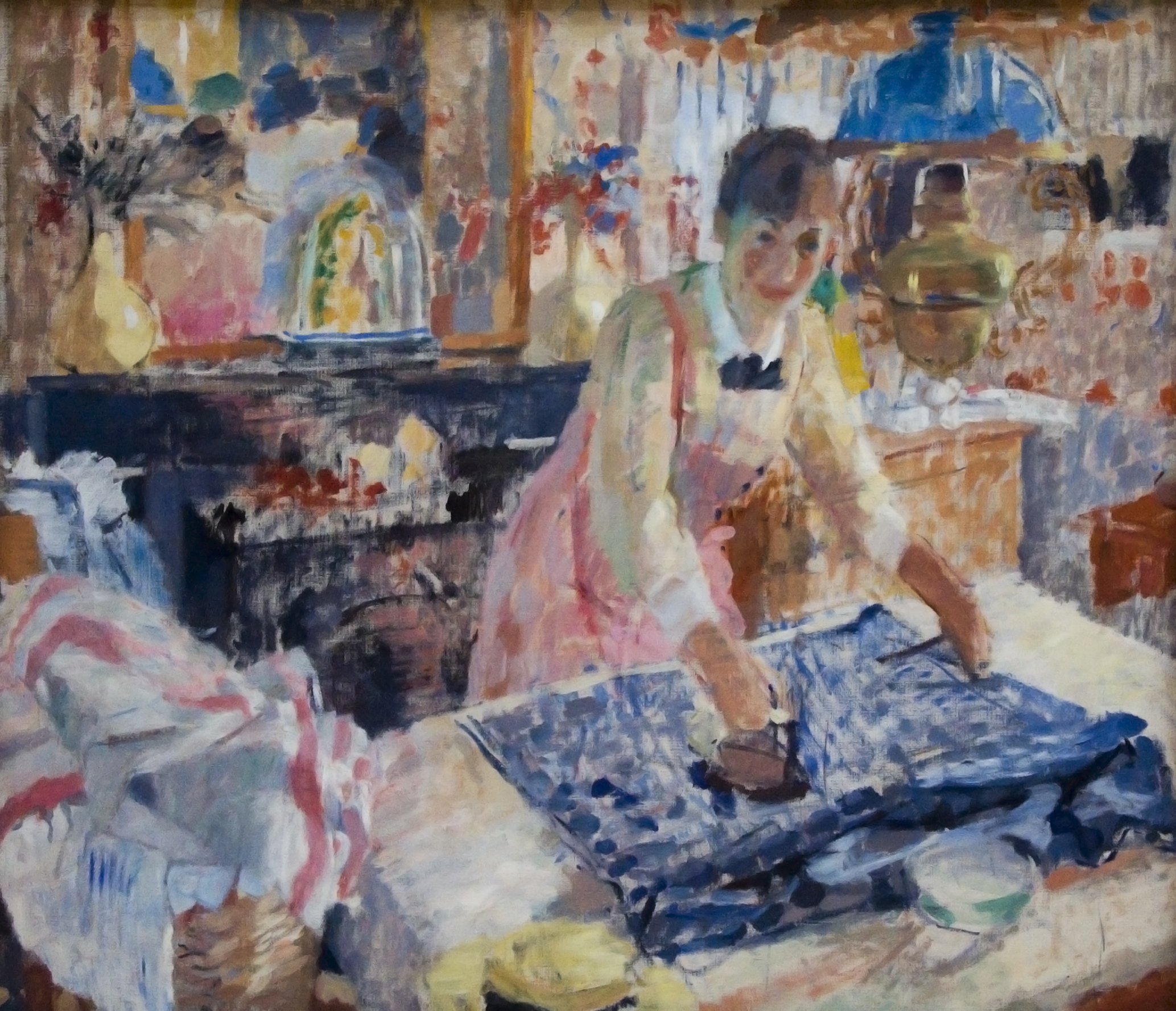
Strykerskan, 1912

Hendrik Emil (Rik) Wouters, född 21 augusti 1882 i Mechelen, död 11 juli 1916 i Amsterdam, var en belgisk målare och skulptör. 
Rik Wouters utbildade sig på Kungliga Konstakademien i Bryssel i Bryssel. Han tillhörde konstriktningen fauvism. 
Han var gift med Nel Duerinckx, som också var hans favoritmodell och musa.

## Bildgalleri

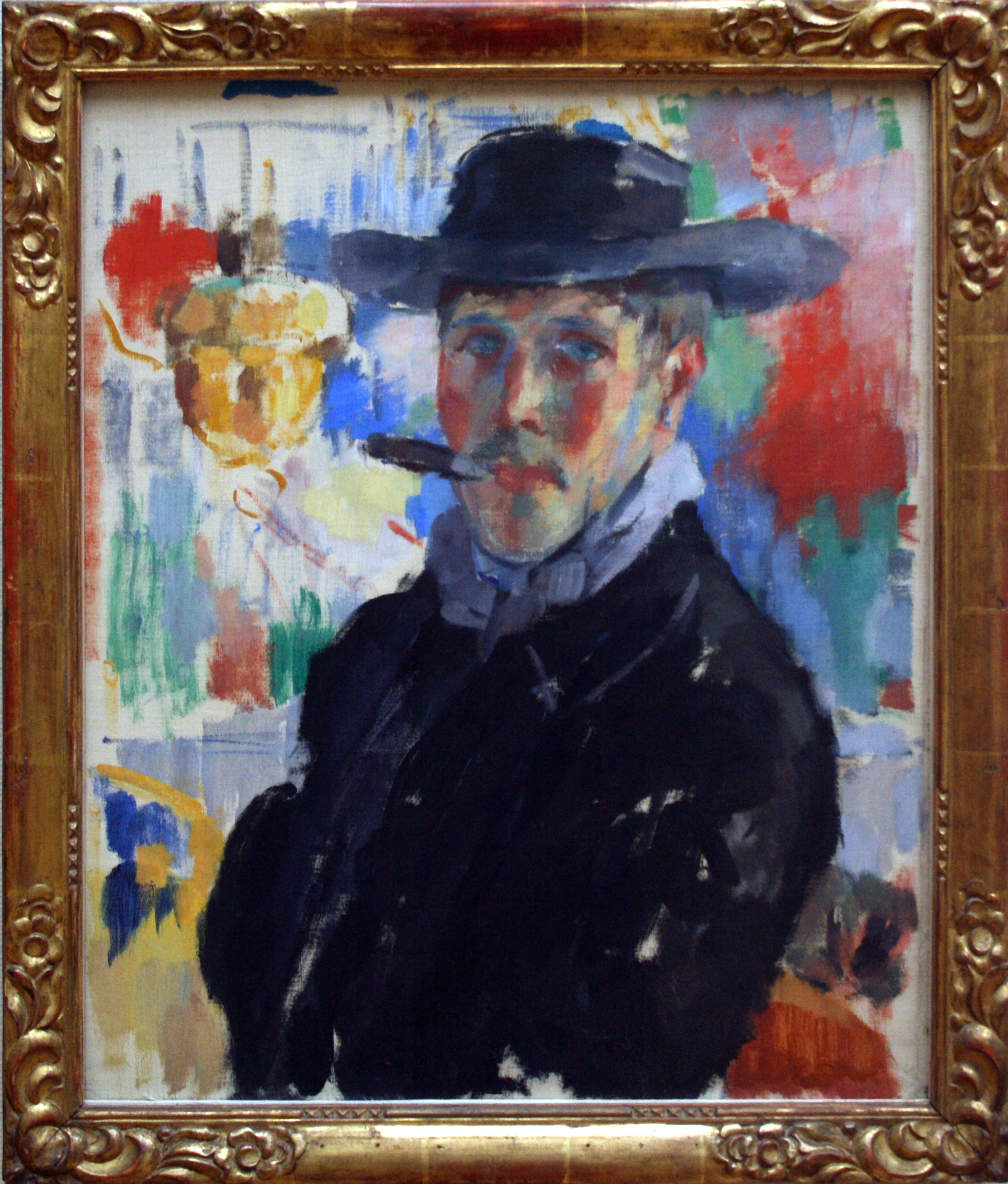
Självporträtt med cigarr
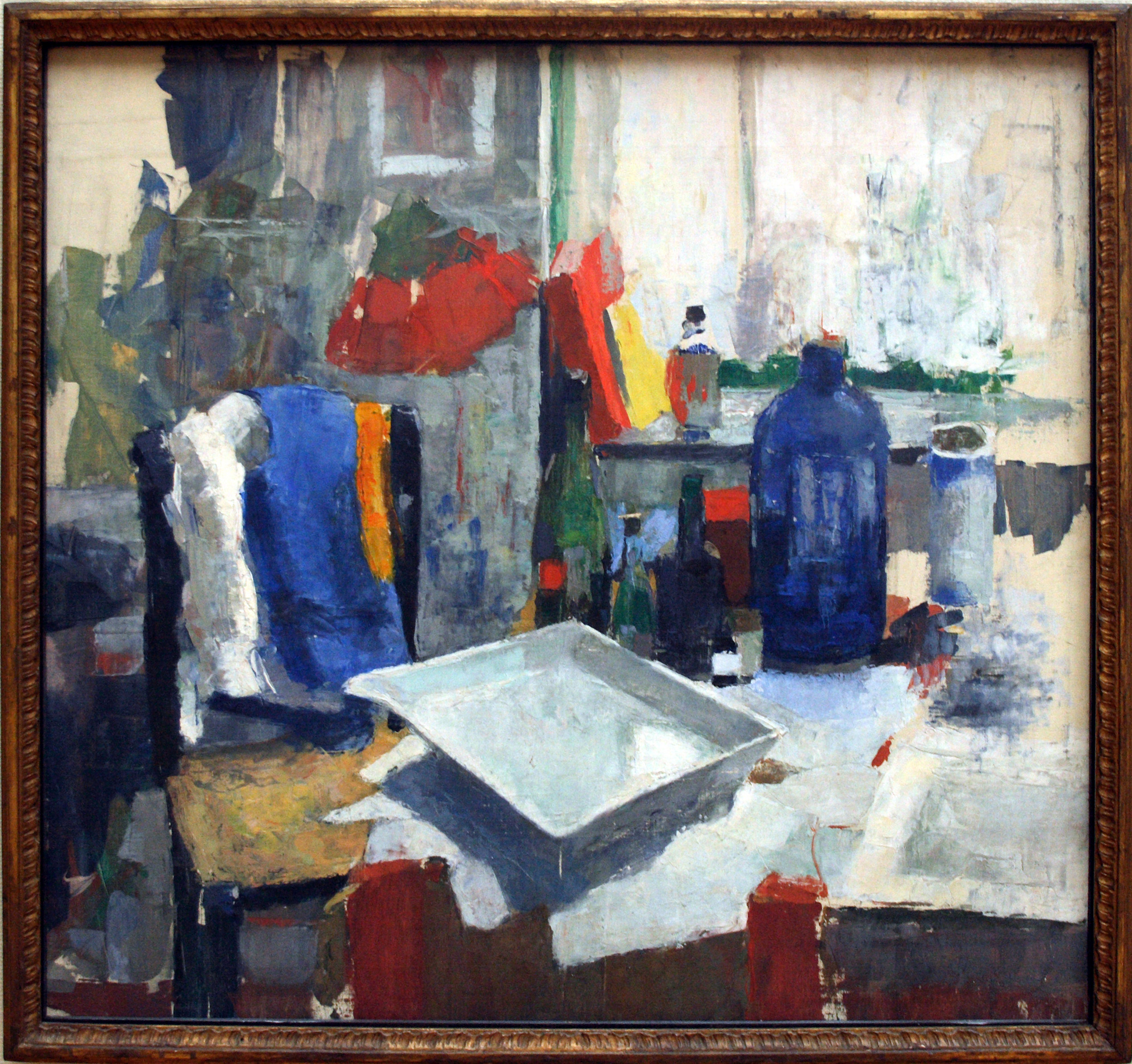
Matbord, 1908
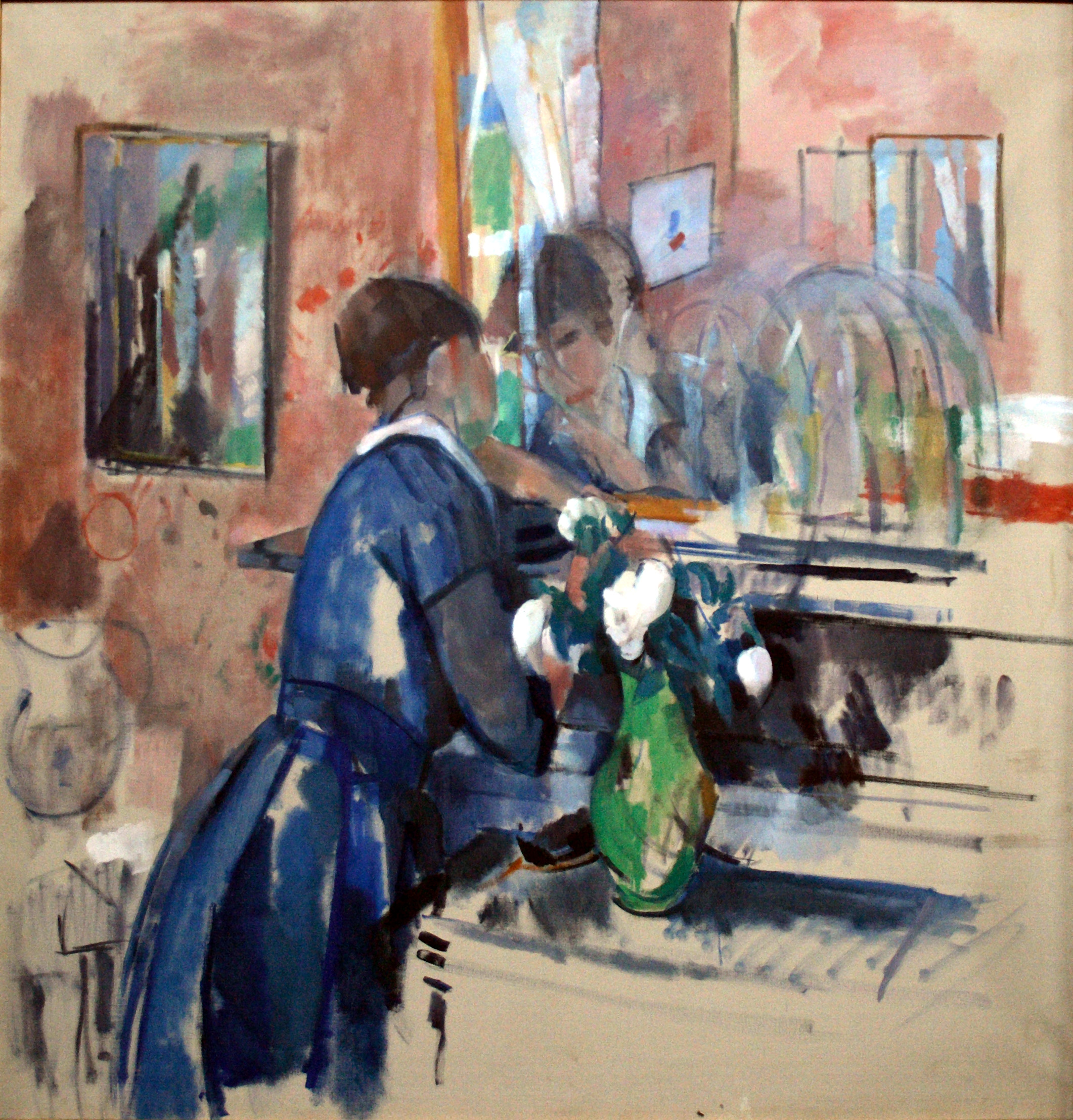
Kvinna klädd i blått farmför spegel, 1914
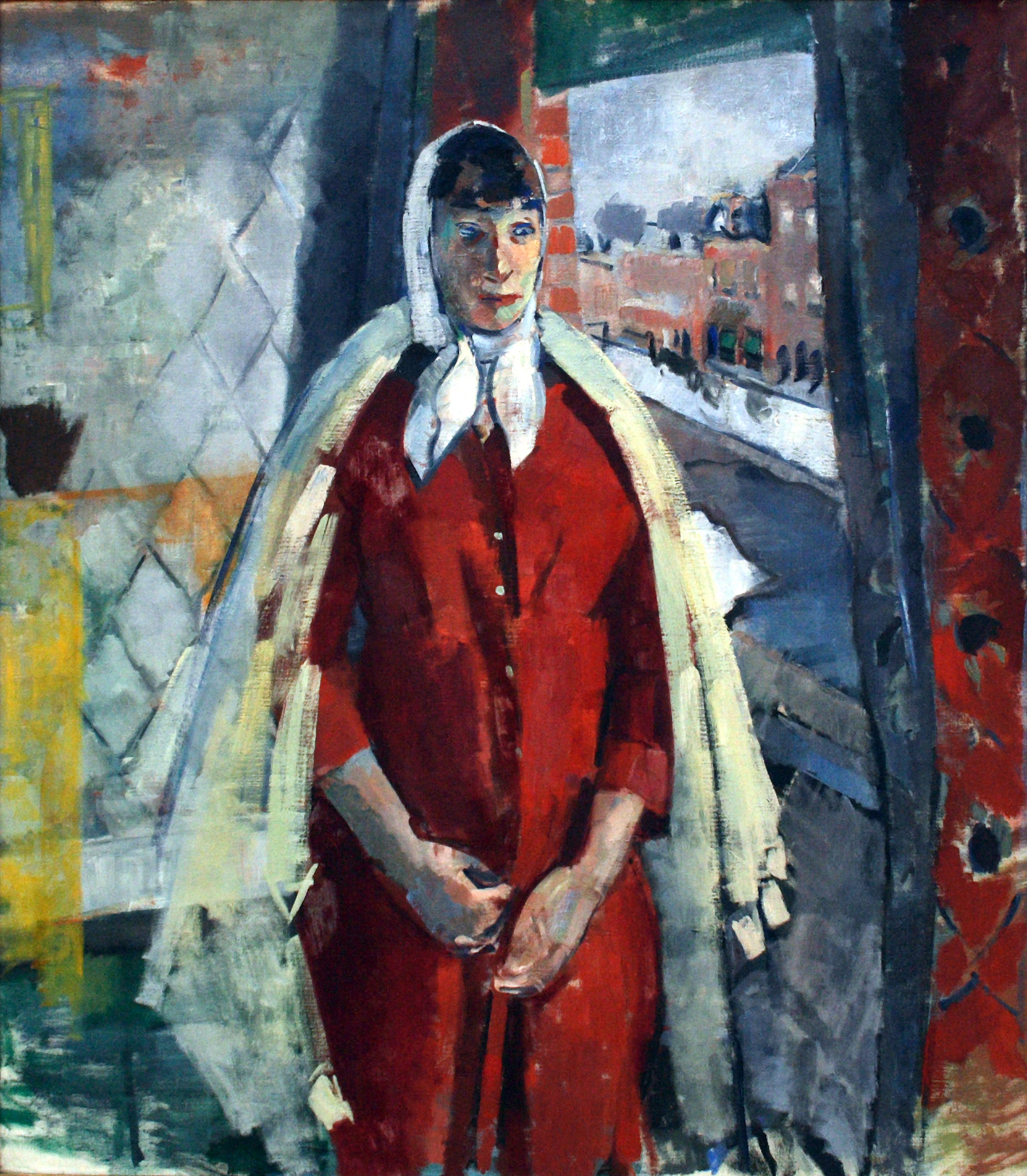
Kvinna vid fönster, 1915
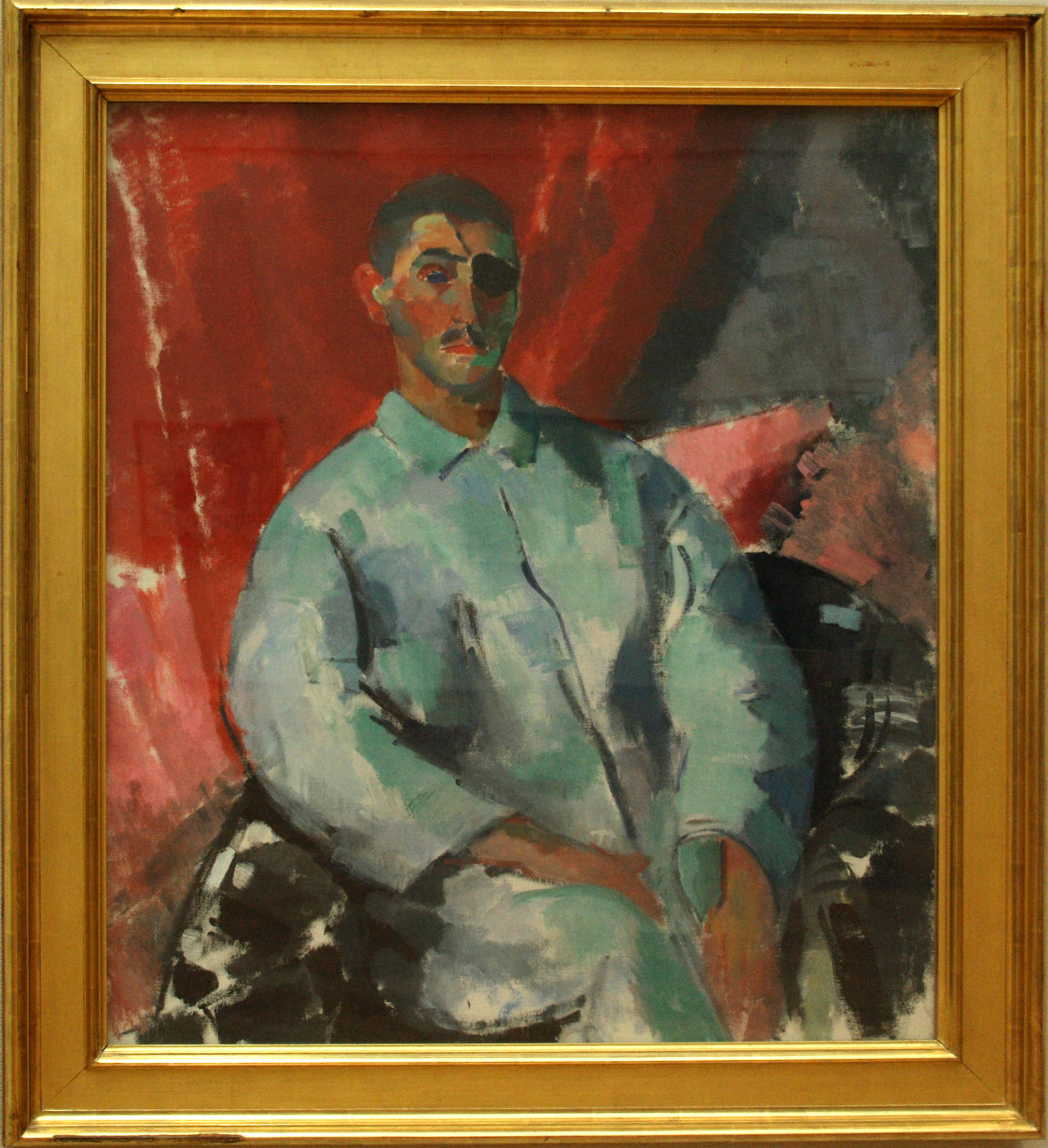
Självporträtt med svart bandage